# مغلوقة
أكلة تقليدية من المطبخ الجزائري وهي عبارة عن عجينة محشوّة باللحم والبصل. عندما لا يتواجد اللحم كانت تطهى بشحم البقر لذا تسمى أيضاً خبز الشحم.

## التحضير
تحضّر الحشوة من اللحم المفروم، البصل المفروم، الطماطم كما يمكن إضافة الجزر والمنكهات كالبهارات، الكمون، الزنجبيل كما يمكن إضافة الكزبرة والبقدونس.